# Theridion asbolodes
Theridion asbolodes là một loài nhện trong họ Theridiidae.
Loài này thuộc chi Theridion. Theridion asbolodes được William Joseph Rainbow miêu tả năm 1917.